# Trésorier dans l'Égypte antique

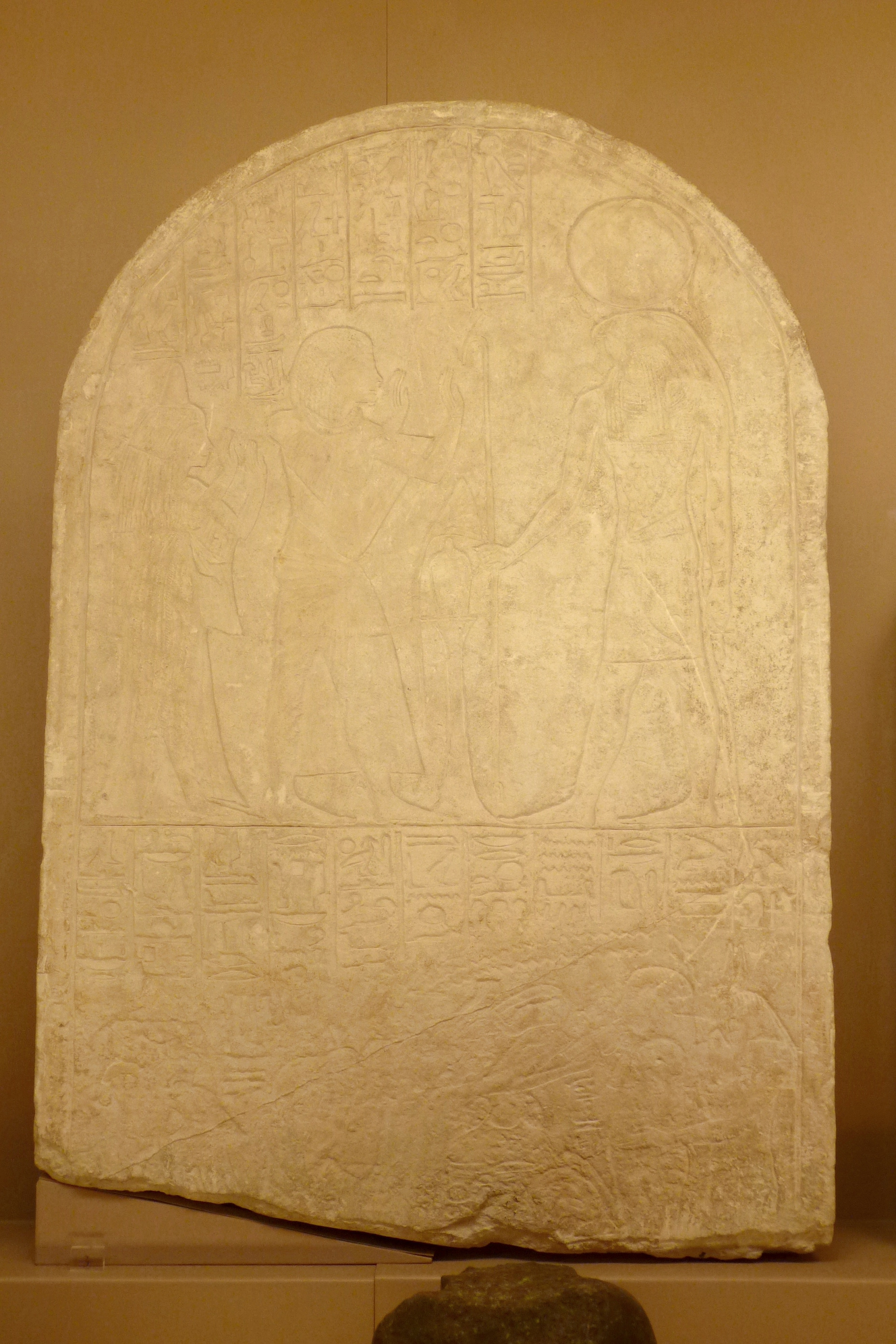
Stèle funéraire du surveillant du sceau (trésorier)

Le trésorier, Imy-ro khetemet en égyptien, c’est-à-dire le Directeur des choses scellées était un des plus hauts magistrats du pays, après le roi, et son vizir dans l'Égypte pharaonique. 
Il contrôlait une branche importante de l'administration du pays et ses missions étaient :
- Directeur de la double maison de l'or,
- Directeur de la double maison de l'argent,
- Directeur des choses scellées.

À ce titre il était le responsable des expéditions organisées dans tout le pays afin de rechercher les biens et matières premières nécessaires au régime et de s'assurer par le commerce celles dont l'Égypte ne disposait pas. Il assumait également le contrôle de toutes les réserves et magasins de produits hors ceux alimentaires dont le contrôle pouvait être dévolu au vizir ou encore à un autre magistrat spécial le grand intendant du palais. .
Pour accomplir sa tâche, le trésorier était assisté par de nombreux subalternes :
- Substitut du Trésorier,
- Assistants du Trésorier,
- Supérieurs des scelleurs qui encadraient les simples scelleurs dispersés dans tous les bureaux du trésor qui étaient répartis dans tout le pays.

Chaque jour, il assistait un rapport fait au roi sur l'État des Deux Terres par le vizir, les deux magistrats se donnant quitus pour leur gestion du pays démontrant un contrôle croisé des administrations dont ils avaient la délégation royale.
Il était également chargé des missions officielles du roi et fournisseur des biens et matériaux nécessaires aux cultes, comme le façonnage d'images divines.
Ainsi un haut fonctionnaire du Moyen Empire portait cette charge de Trésorier (XIIe dynastie, règne de Sésostris III) : Iykherneferet.
Ce personnage qui était également maître des secrets et prêtre-sema nous a laissé une stèle funéraire en Abydos ; elle nous informe qu'il a été le responsable, l'organisateur et l'exécuteur d'une mission personnelle du roi en l'honneur d'Osiris, afin de refaire sa barque-neshemet ainsi que sa chapelle portative en bois et matériaux précieux dont disposaient les magasins royaux dont il avait la charge.
À Karnak, à l'est de l'enceinte de Montou, une découverte récente a permis de dégager un bâtiment administratif de la XVIIIe dynastie qui a été identifié comme étant un Trésor au sens administratif du terme, sans doute le bureau du haut fonctionnaire lors de ses séjours à Thèbes.
La charge de trésorier pouvait être cumulable avec celle de nomarque, et il est possible qu'elle ait été dédoublée car Djéhoutyhotep, grand chef du nome de la Hase, hery tep âa en égyptien antique, portait également le titre de Trésorier du roi de Basse-Égypte, induisant la même fonction pour la Haute-Égypte.

## Principaux trésoriers de l'Égypte antique
| Trésorier      | Dynastie        | Souverain régnant                | Tombe      | Tombe                 |
| Trésorier      | Dynastie        | Souverain régnant                | type       | emplacement           |
| -------------- | --------------- | -------------------------------- | ---------- | --------------------- |
| Khéty          | XIe dynastie    | Montouhotep II                   |            |                       |
| Méketrê        | XIe dynastie    | Montouhotep II                   | tombeau    | Deir el-Bahari        |
| Ipy            | XIIe dynastie   | Amenemhat Ier                    |            |                       |
| Rehouerdjersen | XIIe dynastie   | Amenemhat Ier puis Sésostris Ier | mastaba    | Licht                 |
| Sobekhotep     | XIIe dynastie   | Sésostris Ier                    |            |                       |
| Montouhotep    | XIIe dynastie   | Sésostris Ier                    | mastaba    | Licht                 |
| Merykau        | XIIe dynastie   | Amenemhat II                     |            |                       |
| Siese          | XIIe dynastie   | Amenemhat II                     | mastaba    | Dahchour              |
| Senankh        | XIIe dynastie   | Sésostris III                    |            |                       |
| Sobekemhat     | XIIe dynastie   | Sésostris III                    | mastaba    | Dahchour              |
| Ikhernofret    | XIIe dynastie   | Sésostris III                    |            |                       |
| Senebsumai     | XIIIe dynastie  | Néferhotep Ier                   |            |                       |
| Senebi         | XIIIe dynastie  | Sobekhotep IV                    |            |                       |
| Neshy          | XVIIe dynastie  | Kamosé                           |            |                       |
| Neferperet     | XVIIIe dynastie | Ahmôsis Ier                      |            |                       |
| Nehy           | XVIIIe dynastie | Hatchepsout                      | tombeau    | Saqqarah              |
| Senneferi      | XVIIIe dynastie | Thoutmôsis III                   | tombe TT99 | Cheikh Abd el-Gournah |
| Merirê         | XVIIIe dynastie | Amenhotep III                    | tombeau    | Saqqarah              |
| Bay            | XIXe dynastie   | Siptah                           | tombe KV13 | Vallée des Rois       |